# The Sum of no Evil
The Sum of no Evil är det tionde studioalbument av progrockbandet The Flower Kings, och det sista innan bandet gjorde ett uppehåll som varade fram till 2012.

## Låtlista
1. "One More Time" - 13:04
2. "Love Is The Only Answer" - 24:28
3. "Trading My Soul" - 6:25
4. "The Sum Of No Reason" - 13:25
5. "Flight 999 Brimstone Air" - 5:00
6. "Life In Motion" - 12:34

### CD 2 (endast Ltd. Ed.)
1. "The River" - 5:40
2. "Turn The Stone" - 5:04
3. "Regal Divers" (demo) - 6:02

## Medverkande
- Roine Stolt - sång, elektrisk och akustisk gitarr, keyboard
- Hasse Fröberg - sång, gitarr
- Tomas Bodin - Hammond, Minimoog, flygel, Rhodes, Wurlitzer, synthesizer och Mellotron
- Jonas Reingold - bas
- Zoltan Csörsz - trummor
- Hasse Bruniusson - marimba, klockspel och percussion
- Ulf Wallander - sopransaxofon

## Låtskrivare
Alla låtar skrivna av Roine Stolt, utom "Flight 999 Brimstone Air" skriven av Tomas Bodin